# Голова херувима
Голова херувима — у геральдиці геральдична фігура у вигляді крилатої голови людини, яка, за релігійними уявленнями юдаїзму та християнства, уособлює собою херувима. Херувими — крилаті істоти-гібриди з крилами птаха та головою людини, що виконують захисну та несучу функції. Біблійну істоту, яка зазвичай має дитяче вираз обличчя, також називають херувимом.
Геральдика називає істоту, схожу на голову херувима, головою серафіма. Серафим спочатку був змієподібною гібридною істотою з чотирма-шістьма крилами, назва якого походить від форми єврейського дієслова שָׂרַף sārāf, що означає «горіти», що вказує на його токсичність.
Обидві істоти ідентифіковані як ангели лише в пізніших єврейських і християнських традиціях.

## Галерея

Герб Ньюпорта
Кульєра
Енгельгольм (комуна)
Енгельбах
Дорнштеттен
Мінськ
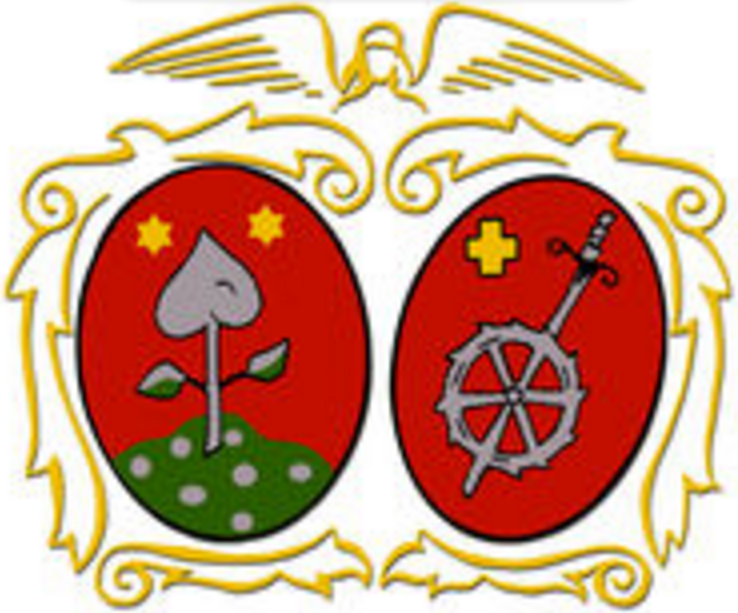
Стайнц
Ареаца (колишній)
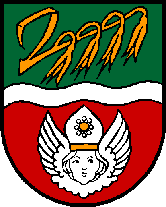
Вільхерінг